# 性決定

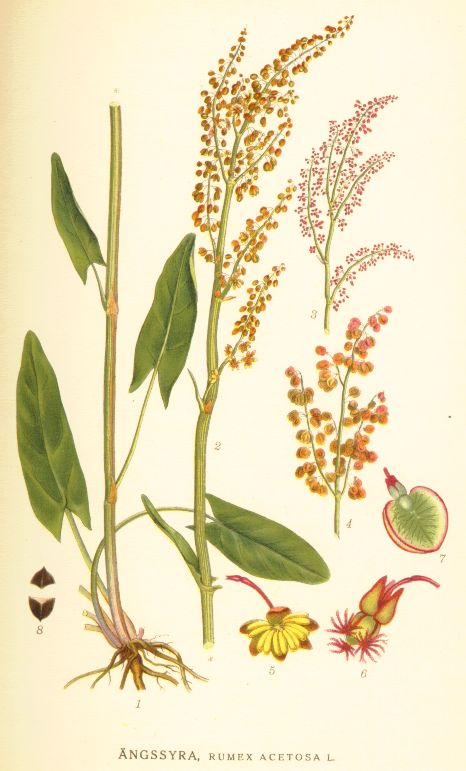
図1.雌雄異体（雌雄異株）で性染色体を持つ植物・タデ科のスイバ
ショウジョウバエと同じようにX染色体の数と常染色体の数の比率(X/A)で性別が決定する。

図2.ヒト（染色体数2n=46）の性染色体と性決定様式の模式図
緑色の図はX染色体とY染色体。女性ではXX、男性ではXYの構成。女性が作る卵子はX染色体と常染色体を持つ1種類（赤色の丸）であり、男性が作る精子は常染色体の他にX染色体あるいはY染色体を持つもの2種類（青色の模式図）がある。子供の性別はY染色体を持つ精子によって受精すれば男性に、X染色体を持つ精子によって受精すれば女性になる。

性決定（せいけってい、英語: sex determination）とは、雌雄が別の個体である生物において個体の性別が定まること。有性生殖を行う動植物などには、雌性および雄性の生殖器官がある。同一個体で雌性・雄性の生殖器官双方を形成する雌雄同体の生物と、個体別に雌雄が定まる雌雄異体の生物がある。ここでは主に雌雄異体の生物の性決定について述べ、一部は雌雄同体の生物の性表現にも触れる。

## 概要
性決定様式を大きく分けると、遺伝によって性別が決まる遺伝性決定と、個体が置かれた環境によって性別が決まる環境性決定などの遺伝によらない性決定に分けられる（表1）。
遺伝性決定に関わる染色体を性染色体と呼び、X染色体・Y染色体・Z染色体・W染色体の4種類がある。雄ヘテロ型と呼ばれる性決定様式では、雌は相同なX染色体の対を持つ。雄はX染色体とY染色体を持つか（XY型）、あるいは対にならないX染色体のみを持ちY染色体を持たない（XO型）。このように性染色体の片方を持たないことを記号Oで示す。雌ヘテロ型と呼ばれる性決定様式では、雄が相同なZ染色体の対を持っており、雌はZ染色体とW染色体の組（ZW型）あるいは対にならないZ染色体のみ（ZO型）を持つ。また、遺伝的に性決定をするが、性染色体によらずに倍数性によって性別が異なる半倍数性決定を行う生物もある。
環境性決定あるいは環境によって性表現が異なる例としては、爬虫類の卵が孵化温度で性別が決定する温度依存性決定（温度依存性性決定）の例や、植物体の大きさで性転換をするサトイモ科テンナンショウ属植物などがある。
性決定様式は近縁の生物の間でも異なっていることがある。たとえば、日本に生息するツチガエルには、雌ヘテロ型・雄ヘテロ型・雌雄同形染色体の性決定様式を持つ地域個体群がある（図）。また、アマミトゲネズミとトクノシマトゲネズミは雌雄ともにX染色体のみをもつXOの構成であり、近縁のオキナワトゲネズミは XX/XYの性染色体構成をもつ。
| \| 雌雄異体の生物の性決定 \| 雌雄異体の生物の性決定 \| 雌雄異体の生物の性決定 \| 雌雄異体の生物の性決定 \| 雌雄異体の生物の性決定 \| \| 遺伝/非遺伝 \| 決定要素・染色体構成 \| 決定要素・染色体構成 \| 動物 \| 植物 \| \| ------------------------------------- \| ------------------------------ \| ------------------------------ \| ----------------------------------------------------------- \| ------------------------------------------- \| \| 遺伝 性決定 \| 雄ヘテロ型 \| XY型 雄:XY, 雌:XX \| 大部分の哺乳類 ニジマス 双翅目・鞘翅目の一部 \| ホップ アサ ヒロハノマンテマ \| \| 遺伝 性決定 \| 雄ヘテロ型 \| XO型 雄:XO, 雌:XX \| 一部のネズミ C. elegans（XXは雌雄同体） 直翅目・蜻蛉目など \| \| \| 遺伝 性決定 \| 雄ヘテロ型 \| 変形型 (XnYn, XnO) \| カモノハシ(XnYn) カワハギ(XnY) カマキリ(XnY) \| スイバ(XYn) カラハナソウ(XnYn) ホップ(XnYn) \| \| 遺伝 性決定 \| 雌ヘテロ型 \| ZW型 雄:ZZ, 雌:ZW \| 鳥類, ヘビ ウナギ, アナゴ, カダヤシ 鱗翅目 \| タカイチゴ （イチゴの一種） \| \| 遺伝 性決定 \| 雌ヘテロ型 \| ZO型 雄:ZZ, 雌:ZO \| 毛翅目, ミノムシ \| （なし） \| \| 遺伝 性決定 \| （性染色体が判別しにくいもの） \| （性染色体が判別しにくいもの） \| ツチガエルの一部(XY,ZWの遷移型) \| キウイフルーツ ヤマイモ ピスタチオ \| \| 遺伝 性決定 \| 半倍数性 \| 雄:半数体 雌:二倍体 \| 膜翅目・半翅目の一部 ダニの一部 輪形動物の一部 \| （なし） \| \| 非遺伝 性決定 \| 環境性決定 \| 温度(TSD) \| ワニ・カメなど \| （なし） \| \| 非遺伝 性決定 \| 環境性決定 \| 他の個体など \| ボネリムシ （ユムシ動物の一種） \| \| \| 非遺伝 性決定 \| その他 \| その他 \| Dinophilus apatris（環形動物原環虫類） \| \| \| 雌雄同体の生物の性表現 \| \| \| \| \| \| 変化の有無 \| 変化要因 \| 変化の型 \| 動物 \| 植物 \| \| 同時的 雌雄同体 \| -- \| -- \| 魚類の一部 カタツムリ ミミズ \| 被子植物一般 \| \| 性転換を 行うもの （隣接的 雌雄同体） \| 生育状態 （時間経過） \| 雄性先熟 \| クマノミ, クロダイ エビ類の一部 \| ウリハダカエデ \| \| 性転換を 行うもの （隣接的 雌雄同体） \| 生育状態 （時間経過） \| 雌性先熟 \| 魚類の一部 等脚目の一部 \| \| \| 性転換を 行うもの （隣接的 雌雄同体） \| 周辺環境・栄養状態など \| -- \| ホンソメワケベラ 等脚目の一部 ゴカイ(Ophryotrocha puerilis) \| テンナンショウ属の一部 \| |                                |                                |                                                             |                                             |
| （注意）便宜上、雌雄同体生物の性表現についても同時に記載する。上記の分類に当てはまらない性決定・性表現の例もあり、また空欄部分は相当する動植物が皆無であるとは限らない。 |                                |                                |                                                             |                                             |
| 雌雄異体の生物の性決定 |                                |                                |                                                             |                                             |
| 遺伝/非遺伝 | 決定要素・染色体構成           | 決定要素・染色体構成           | 動物                                                        | 植物                                        |
| 遺伝 性決定 | 雄ヘテロ型                     | XY型 雄:XY, 雌:XX              | 大部分の哺乳類 ニジマス 双翅目・鞘翅目の一部                | ホップ アサ ヒロハノマンテマ                |
| 遺伝 性決定 | 雄ヘテロ型                     | XO型 雄:XO, 雌:XX              | 一部のネズミ C. elegans（XXは雌雄同体） 直翅目・蜻蛉目など  |                                             |
| 遺伝 性決定 | 雄ヘテロ型                     | 変形型 (XnYn, XnO)             | カモノハシ(XnYn) カワハギ(XnY) カマキリ(XnY)                | スイバ(XYn) カラハナソウ(XnYn) ホップ(XnYn) |
| 遺伝 性決定 | 雌ヘテロ型                     | ZW型 雄:ZZ, 雌:ZW              | 鳥類, ヘビ ウナギ, アナゴ, カダヤシ 鱗翅目                  | タカイチゴ （イチゴの一種）                 |
| 遺伝 性決定 | 雌ヘテロ型                     | ZO型 雄:ZZ, 雌:ZO              | 毛翅目, ミノムシ                                            | （なし）                                    |
| 遺伝 性決定 | （性染色体が判別しにくいもの） | （性染色体が判別しにくいもの） | ツチガエルの一部(XY,ZWの遷移型)                             | キウイフルーツ ヤマイモ ピスタチオ          |
| 遺伝 性決定 | 半倍数性                       | 雄:半数体 雌:二倍体            | 膜翅目・半翅目の一部 ダニの一部 輪形動物の一部              | （なし）                                    |
| 非遺伝 性決定 | 環境性決定                     | 温度(TSD)                      | ワニ・カメなど                                              | （なし）                                    |
| 非遺伝 性決定 | 環境性決定                     | 他の個体など                   | ボネリムシ （ユムシ動物の一種）                             |                                             |
| 非遺伝 性決定 | その他                         | その他                         | Dinophilus apatris（環形動物原環虫類）                      |                                             |
| 雌雄同体の生物の性表現 |                                |                                |                                                             |                                             |
| 変化の有無 | 変化要因                       | 変化の型                       | 動物                                                        | 植物                                        |
| 同時的 雌雄同体 | --                             | --                             | 魚類の一部 カタツムリ ミミズ                                | 被子植物一般                                |
| 性転換を 行うもの （隣接的 雌雄同体） | 生育状態 （時間経過）          | 雄性先熟                       | クマノミ, クロダイ エビ類の一部                             | ウリハダカエデ                              |
| 性転換を 行うもの （隣接的 雌雄同体） | 生育状態 （時間経過）          | 雌性先熟                       | 魚類の一部 等脚目の一部                                     |                                             |
| 性転換を 行うもの （隣接的 雌雄同体） | 周辺環境・栄養状態など         | --                             | ホンソメワケベラ 等脚目の一部 ゴカイ(Ophryotrocha puerilis) | テンナンショウ属の一部                      |

## 性決定様式の分類

### 遺伝性決定
遺伝性決定("genetic sex-determination" or "genotypic sex-determination", GSD)は、染色体性決定(chromosomal sex-determination, CSD)とも呼び、通常は雌雄で異なる性染色体構成を持つ生物で観察される。しかし、遺伝性決定の生物種の中には、雌雄で性染色体の形状に見分けが付きにくい例も含まれている。この場合、その性決定に関与する染色体を、「分化初期の性染色体」とみなす例と常染色体的に取り扱う例とがある。
脊椎動物では、哺乳類がXY型、鳥類がZW型の性染色体を持ち、専ら遺伝性決定を行う。しかし両者の性染色体の相同性は低く、共通の祖先と考えられる有羊膜類（哺乳類・鳥類・爬虫類およびその祖先を含むタクソン）からそれぞれが分化したのち異なった性決定様式を作り上げてきたことが示唆される（図3）。他の脊椎動物（魚類・両生類・爬虫類）および節足動物（昆虫類など）では、遺伝性決定の雄ヘテロ型と雌ヘテロ型が混在しており、同時に遺伝によらない性決定も観察される（表1）。
一口に性染色体が関わる性決定といっても、その機構は一様ではない。哺乳類とショウジョウバエはともにXY型の遺伝性決定を行うが、前者では性染色体上の特定の遺伝子（SRY遺伝子）が片側の性だけで働くことによって性決定するのに対し、後者では両性で同じ遺伝子を持っており性染色体数/常染色体セット数の比(X/A)によって性決定がなされる。この違いは、正常個体よりX染色体が1本過剰あるいは1本不足した個体での性表現での違いを見ると明確になる（表2）。
| 生物             | XX | XY | XXY | X-(XO) |
| ---------------- | -- | -- | --- | ------ |
| ヒト             | 女 | 男 | 男  | 女     |
| ショウジョウバエ | 雌 | 雄 | 雌  | 雄     |

植物においても、Y染色体が雄性化に大きな作用をするヒロハノマンテマ型と、X染色体と常染色体との比率で雄・間性・雌が変化するスイバ型（表3）の性決定機構が知られている。
| \| 性 \| X/A \| 常染色体 セット数(A) \| X染色体 数(X) \| \| ---- \| ---- \| -------------------- \| ------------- \| \| 雄 \| 0.33 \| 3 \| 1 \| \| 雄 \| 0.50 \| 2 \| 1 \| \| 雄 \| 0.50 \| 4 \| 2 \| \| 間性 \| 0.67 \| 3 \| 2 \| \| 間性 \| 0.75 \| 4 \| 3 \| \| 間性 \| 0.86 \| 7 \| 6 \| \| 雌 \| 1.00 \| 2 \| 2 \| \| 雌 \| 1.00 \| 3 \| 3 \| \| 雌 \| 1.00 \| 4 \| 4 \| |      |                      |               |
| 小野知夫「高等植物の性決定と分化」（『最近の生物学』第4巻, 1951年）37ページの表「スイバの染色体組合せと性型」、東京農工大学農学部蚕学研究室『性決定』5ページの表「キイロショウジョウバエの染色体構成と性」より作成。「キイロショウジョウバエの染色体構成と性」の元データはFrost(1960), Goldscmidt(1955)による。                                                               |      |                      |               |
| Y染色体数は性決定に関係が無いので省略した。X/A ≧ 1.0 では雌、1.0＞ X/A ＞0.5では間性、0.5 ≧ X/Aでは雄になる。 |      |                      |               |
| 性 | X/A  | 常染色体 セット数(A) | X染色体 数(X) |
| 雄 | 0.33 | 3                    | 1             |
| 雄 | 0.50 | 2                    | 1             |
| 雄 | 0.50 | 4                    | 2             |
| 間性 | 0.67 | 3                    | 2             |
| 間性 | 0.75 | 4                    | 3             |
| 間性 | 0.86 | 7                    | 6             |
| 雌 | 1.00 | 2                    | 2             |
| 雌 | 1.00 | 3                    | 3             |
| 雌 | 1.00 | 4                    | 4             |

#### 雄ヘテロ型
雄ヘテロ型には、XY型、XO型のほかにX,Y染色体が複数存在するXnYn型もある。特に、性染色体を持つ植物では、倍数体化に伴って性染色体数および常染色体数の変異の幅が広く、それに対応する性決定も複雑になる。
XY型はヒトを含む哺乳類で一般的な性決定様式であり、ショウジョウバエを含む昆虫の一部でも見られる。両者の機構の違いは前述の通りである（表2）。XO型の線虫C. elegansでは、XO型個体は雄となり、XX個体は雌雄同体となる。
雄ヘテロ型生物における遺伝子量補償の機構もまた、生物種によって異なることが知られている。哺乳類では雌のX染色体の片方を不活性化し、ショウジョウバエでは雄のX染色体の発現量を2倍化し、線形動物のXX雌雄同体個体は双方のX染色体の発現量を半減させる。それぞれの遺伝子量補償の機構は異なるが、結果として雌雄（あるいは雄と雌雄同体個体）の性染色体での遺伝子の発現量を等しくしている。

#### 雌ヘテロ型
雌ヘテロ型の代表例である鳥類では解析された全ての種はZW型である。鳥類のZW型の機構についてはまだ研究途上であり、複数の仮説が提示されている。鱗翅目の雌ヘテロ型には、雄ヘテロ型と同様に複数の性染色体が関与するZnWn型の性決定機構も含まれている。

#### 半倍数性決定
膜翅目（アリとハチ）・半翅目（カイガラムシやコナジラミ）の一部などの昆虫、ダニ、輪形動物などに見られ、受精卵から発生する二倍体は雌になり、未受精卵から発生する半数体が雄になる性決定様式を半倍数性決定という。
半倍数性決定の機構については複数の仮説が提示されているが、セイヨウミツバチにおいては相補的性決定(CSD, complementary sex determination)という機構であることが判明した。このCSDは遺伝子座がヘテロ接合型である場合のみ雌へ分化を誘導し、ホモ接合型あるいは対立遺伝子が存在しない状態であるヘミ型である場合は雄への分化を誘導する（つまりcsd遺伝子座ホモ接合型の二倍体雄が誕生する）。しかしながら、膜翅目にはcsd遺伝子座を持たずに半倍数性決定をする種もあり、CSD機構が半倍数性決定で必ずしも共通であるわけでもない。
半数体として生まれる雄は、自分の持つ染色体を全て精子に伝えるため、同一個体の精子は全て同じ遺伝子型を持つ。雌が作る卵子は減数分裂時の組換えによって、遺伝子型に違いが生じる。この結果、この性決定様式の同腹の姉妹個体は、遺伝子が共通である期待値が75%となる。このような個体間の血縁度の高さとアリやハチの利他的行動とを結びつける仮説は、3/4仮説という名称で提唱されている。

### 遺伝によらない性決定

#### 温度依存性決定
環境性決定(environmental sex-determination, ESD)の代表的なものとして、爬虫類で広範に見られる温度依存性決定(temperature-dependent sex-determination, TSD)がある。TSDはワニ・カメで一般的であり、逆にヘビでは観察されていない（表4）。TSDのパターンとしては、卵の孵化温度が低温で雌・高温で雄（アメリカアリゲーター）、低温高温で雌・中間温度で雄（カミツキガメ）、低温で雄・高温で雌（アカウミガメ）の3種類がある。またフトアゴヒゲトカゲでは、22-32℃では遺伝性決定であり、それ以上の温度ではTSDであることが知られている。

#### その他
TSD以外の環境性決定としては、ユムシ動物ボネリムシの性決定様式が取り上げられることが多い。この生物は、浮遊性の幼生が海底に定着して成熟を迎える。その際に、個体が単独で定着した場合は雌となり、先に定着している雌に接触した場合は雄（矮雄）となって雌に寄生する。
ほかに遺伝以外の要因が性を支配する例として、バクテリアの一種ボルバキアの寄生による鱗翅目昆虫・等脚類の雄の雌性化、環形動物原環虫類Dinophilus apatrisで卵の大きさによる性決定などが知られている。

## 遺伝子機構

### 動物
動物において性決定に関わる遺伝子には表5に示すものがある。しかしながら、それぞれの遺伝子が雌雄どちらの方向の決定をもたらすかは、遺伝子によって違っている。SRY遺伝子の存在・X/A比・倍数性・卵の孵化温度などの性決定の元になる事象に対応して、引き起こされる一連の遺伝子群の発現機構（カスケード）もまた、多様性を示している。このことは、「性の決定とその発現」という共通点はあるものの、その実現のための機構には柔軟性があり、動物によって独自の方法を採っていることを示している。
| \| タクソン \| 動物 \| 遺伝子名称 \| 性決定様式 \| 決定方向 \| 備考 \| \| --------------- \| ------------------ \| ----------------------- \| ---------- \| -------- \| ------- \| \| 脊椎動物 \| 哺乳類 \| SRY[14] \| XY型 \| 雄(♂) \| （注2） \| \| 脊椎動物 \| アフリカツメガエル \| DM-W[15] \| ZW型 \| 雌(♀) \| \| \| 脊椎動物 \| メダカ \| DMY[16] \| XY型 \| 雄(♂) \| \| \| 線形動物 \| C. elegans \| mab-3[17] \| XO型 \| 雄(♂) \| （注3） \| \| 節足動物 昆虫類 \| ショウジョウバエ \| Sxl, tra, dsx[18] \| XY型 \| 雌/雄 \| （注4） \| \| 節足動物 昆虫類 \| セイヨウミツバチ \| csd[19], Amdsx[20] \| 半倍数性 \| 雌/雄 \| （注5） \| \| 節足動物 昆虫類 \| カイコ \| Fem[* 23] Bmdsx[21][22] \| ZW型 \| 雌(♀) \| （注6） \| |                    |               |            |          |         |
| （注1）判明している性決定・性分化関連遺伝子を全て網羅したものではない。また、表中の遺伝子のうち、その遺伝子自体の発現によって性を決定する厳密な意味での性決定遺伝子に相当するものは、SRY, DM-W, DMY, mab-3, Sxl, csd, Femである。 |                    |               |            |          |         |
| （注2）単孔類と一部のネズミにはSRYはない。SRYの発現で開始する雄性分化カスケードの下流の遺伝子として、精巣形成に関わるDMRT1がある。 |                    |               |            |          |         |
| （注3）mab-3の発現はX染色体数と常染色体セット数の比(X/A)によって制御されている。 |                    |               |            |          |         |
| （注4）X/Aに応じてSxlが発現する。Sxlの発現の有無によって、tra, dsxのmRNA前駆体がそれぞれ雌型・雄型のスプライシングを受け、細胞の性の分化が起きる。 |                    |               |            |          |         |
| （注5）csdは相補的性決定(CSD)の遺伝子。Amdsxはショウジョウバエのdsxと同じ遺伝子が変化した遺伝子（オーソログ）。csdで性分化の方向性が決定し、Amdsxのスプライシングが雌雄異なる形で起きる。 |                    |               |            |          |         |
| （注6）Femは古典遺伝学によってW染色体上にあるとされる性決定遺伝子。Bmdsxはdsxのホモログとして同定された遺伝子であり、性決定のカスケード上流には別の遺伝子があると考えられている。 |                    |               |            |          |         |
| （注7） DMRT1,DM-W, DMY, mab-3, dsx, Amdsx, Bmdsxには、DMドメイン（ジンクフィンガー様のDNAに結合するモチーフ）が存在する。 |                    |               |            |          |         |
| タクソン | 動物               | 遺伝子名称    | 性決定様式 | 決定方向 | 備考    |
| 脊椎動物 | 哺乳類             | SRY           | XY型       | 雄(♂)    | （注2） |
| 脊椎動物 | アフリカツメガエル | DM-W          | ZW型       | 雌(♀)    |         |
| 脊椎動物 | メダカ             | DMY           | XY型       | 雄(♂)    |         |
| 線形動物 | C. elegans         | mab-3         | XO型       | 雄(♂)    | （注3） |
| 節足動物 昆虫類 | ショウジョウバエ   | Sxl, tra, dsx | XY型       | 雌/雄    | （注4） |
| 節足動物 昆虫類 | セイヨウミツバチ   | csd, Amdsx    | 半倍数性   | 雌/雄    | （注5） |
| 節足動物 昆虫類 | カイコ             | Fem Bmdsx     | ZW型       | 雌(♀)    | （注6） |

一方で、性決定・性分化のカスケードの中には、動物の生物種を超えて共通の配列であるDMドメインを持つ遺伝子が観察されている。このことは、動物の性決定には普遍性もあることを示唆している。DMドメインの名称は、ショウジョウバエのdsxとC. elegansのmab-3とで共通の塩基配列であることに由来している。

#### 脊椎動物
脊椎動物における性決定遺伝子として、哺乳類のSRY、アフリカツメガエルのDM-W、メダカのDMYが知られている（表5）。しかしながら、SRYは、DMファミリー遺伝子であるDM-WおよびDMYと全く塩基配列が異なっており、構造的には直接の関連は無い。他方、魚類から哺乳類まで共通に観察される遺伝子DMRT1は、DM-W,DMYの祖先遺伝子（パラログ）であると考えられ、各脊椎動物の性決定・性分化の異なる局面で関与していることが判明している。
SRYは哺乳類で生殖腺を精巣に分化させるスイッチとなる遺伝子であり、SRYが発現しない場合は生殖腺は卵巣に分化する。哺乳類の性分化は、精巣あるいは卵巣から分泌される性ホルモンによって支配される。一方、他の脊椎動物（鳥類・爬虫類・両生類・魚類）における性決定・性分化は、より直接的に性ホルモンの影響を受け、遺伝あるいは環境によって決定された性別も性ホルモンの投与によって性転換させることができる。
哺乳類
哺乳類のSRY(sex-determining region Y)遺伝子は脊椎動物で見つかった最初の性決定遺伝子である。SRYを持つ哺乳類での精巣誘導が性分化の決定要因であることは、マウスXX胚にSRY遺伝子を導入すると精巣が形成されて雄となることで確認された。DMファミリー遺伝子DMRT1は精巣形成に関与することも知られている。
SRYと相同な遺伝子を他の脊椎動物で検索する試みが行われてきたが、他の脊椎動物では見つかっていない。また、哺乳類の中でも獣亜綱とは異なる分岐枝にある単孔類、およびネズミの一部ではSRYは見出されていない。このことからSRYは、哺乳類特有ではあるが、哺乳類近縁生物で共通の性決定遺伝子として確立した遺伝子では無いことが判る。
単孔類カモノハシの性染色体は、有袋類や獣亜綱の性染色体との相同性が低く、むしろ鳥類のZW性染色体への相同性のほうが高い（Veyrunes et al.(2008)の性染色体進化についての説明図）。このことは獣亜綱と単孔類の性染色体は別起原であり、獣亜綱Y染色体上のSRY遺伝子も単孔類との分岐（約1.66億年前）後に成立したことを示唆している。
鳥類
鳥類は、分岐学的には竜弓類に含まれており、現生爬虫類と同じ分岐枝に含まれる生物である。竜弓類に含まれるヘビ亜目と同じZW型性決定機構を持つが、両者の性染色体の分化は独立に生じたものとされている。
鳥類のZ染色体は、大きさについてはゲノムサイズの7-10%と種間の違いが比較的少ないが、形態的には3種類に分類される。一方、W染色体については、Z染色体と高い相同性を持つダチョウ類から、Z染色体と相同性が低いニワトリまで異なっている。
鳥類の性決定方式については、W染色体上に生殖腺の卵巣化を決定する遺伝子があるとする説（Wドミナント説）と、Z染色体とその上にある遺伝子の数で性決定が行われるという説（Z遺伝子量説）がある。ニワトリのZZW個体は、胚発生時には卵巣を形成するが、成鳥では精巣を形成するように性転換が起きる。この現象は前述の2説の片方のみで説明できるものではなく、その双方の機構が関与していると言う説が出されている。Z染色体上のDMRT1と、W染色体上のFET1遺伝子・ASW遺伝子が性決定・分化に関与する遺伝子の候補として考えられている。
爬虫類
爬虫類の性決定の特徴は、異なった分岐枝の生物において温度依存性決定(TSD)が広範に見られることである。爬虫類の祖先である有羊膜類の基本的な性決定機構は、TSDのようなものであったと考えている研究者もいる。一般にTSDでは性染色体が存在しないとされるが、TSDと遺伝性決定(GSD)とが切り替わるフトアゴヒゲトカゲはZW型の性染色体を持っている。この動物種では卵の孵化（胚発生）温度が高温である場合、核型では雄になる予定のZZ胚が雌個体として誕生し、生育後は完全に雌としての生殖能力を持つ。
TSDにおいて性決定に影響を与える時期は、胚発生のうち生殖腺分化の初期に相当し、TSP（温度感受期, thermosensitive period）と呼ばれる。TSPでは、温度そのもの、性ホルモン、および雄性ホルモンアンドロゲンを雌性ホルモンエストロゲンに変換する酵素であるアロマターゼの活性が、性決定に影響を与える例が知られている。しかしながら、性ホルモンおよびアロマターゼが、性決定を直接支配していることを否定する意見もあり、TSDの機構について必ずしも一致した説明はなされていない。
DMRT1は爬虫類のTSDにおいても性決定・性分化に関与しており、性決定遺伝子の候補であるとする研究者もいる。
ヘビは、爬虫類の中でTSDが観察されず、ZW型の性決定機構のみを持つ例外的な存在である。他の爬虫類グループと比較すると比較的最近（約5000万年以内）に放散進化し、性決定機構もその短い期間に進化・確定したと考えられている。2009年時点では、ヘビの性染色体上にはDMRT1は見出されていない。
両生類
両生類の性決定は、有尾目・無尾目（カエル）双方でXY型・ZW型が観察されている。性染色体構成と同時に、両生類の性決定・性分化に影響を与える要因として、胚発生時の温度や性ホルモンが挙げられる。しかしながら、温度については定温処理によって性比の変動があるが、決定的な要因ではないとされている。
両生類のDMRT1については、ツチガエルとアフリカツメガエルで単離されている。それらは、性決定そのものではなく、性分化過程の精巣形成に関連して発現しているものと考えられている。アフリカツメガエルでは、DMRT1が重複し変化した遺伝子DM-Wが同定された。DM-WはZW個体特異的（W染色体上）遺伝子であり、生殖腺の卵巣への分化を誘導し、雌への性分化を決定する遺伝子であることが示されている。
魚類
魚類は、生涯を通して雌雄同体である種（同時的雌雄同体）や性転換を行う種（隣接的雌雄同体）、環境性決定および遺伝性決定を行う種を含み、性決定・性表現の変化が多岐にわたっている。ナイルティラピアのように、フトアゴヒゲトカゲと同様なGSD（XY型）とTSDの切り替えが起きる種も知られている。
モデル生物であるメダカ（XY型）では、性決定遺伝子としてDMYが単離され、精巣分化を誘導することが確認されている。DMYは、メダカの常染色体上のDMRT1が重複し変化した遺伝子であると推定されている。メダカ属内では、メダカに比較的近縁なハイナンメダカにDMYが存在する例を除いて、DMRT1は存在するがDMYは存在しないため（図4）、DMY遺伝子はメダカ属内でメダカが種分化した前後に成立した比較的新しい遺伝子であると考えられている。

#### 昆虫類
昆虫類では、雌雄モザイクにより同一個体内で雌性・雄性の器官が形成されている例が観察される。このことから、「特定器官で作られ全身に伝達されることで個体全体の性に影響するステロイド性ホルモンがなく、性別は個別の細胞で自律的に決まる」という説が定説になっている。
昆虫類で性決定・性分化について研究が進んでいる例として、ショウジョウバエのXY型、セイヨウミツバチの半倍数性決定、カイコのZW型が挙げられる。また、イエバエ属についても研究が進んでおり、属内に複数の性決定方式を含んでいることが知られている。
これらの昆虫では、ショウジョウバエのSxl(sex-lethal)、セイヨウミツバチのcsd（complementary sex determinater）、カイコのW染色体上にあると推定される性決定遺伝子Fem、イエバエの雄性決定因子Mと、それぞれ異なった遺伝子で性決定されている（表5）。しかしながら、脊椎動物のDMRT1の例と同様に、それぞれの昆虫の性決定・性分化カスケードに共通の遺伝子としてdsx(doublesex)が存在している。dsx(Amdsx,Bmdsx etc.)遺伝子は、雌雄とも同じ形のmRNA前駆体として転写されるが、性決定遺伝子の影響を受けて、両性で異なったスプライシングを受け雄型mRNA・雌型mRNAとなり、両性で異なったタンパク質に翻訳され、性分化に関与している。

### 植物
動物と比較して、DNAレベルでの植物の性決定遺伝子の研究は少ない。
配偶子の大きさに区別がない同形配偶子型の有性生殖をする緑藻綱ボルボックス目のクラミドモナスでは、マイナス交配型がプラス交配型に対して優性である。この違いはこの植物種のMID遺伝子に支配されている。マイナス交配型のみがMID遺伝子を持っており、プラス交配型はMID遺伝子を持っていない。
クラミドモナス近縁の植物Pleodorina starriiは、クラミドモナスとは異なり異形配偶子による有性生殖を行い、雌雄の性別がある。2002年、野崎らは、この植物種でMID遺伝子と相同性を持つ雄性特異的な遺伝子OTOKOGI（侠遺伝子, PlestMID）を同定し、植物の性別の起原に関与する遺伝子であると述べている。
高等植物の性決定遺伝子についてはヒロハノマンテマを用いた研究がなされている。

## 繁殖戦略
進化生物学・進化生態学では、様々な生物が異なる生殖（繁殖）方式を採る理由とその生殖方式が生じた進化的意義について研究が行われている。有性生殖での繁殖戦略に関連して以下に、1)雌雄同体と雌雄異体、2)性配分、3)性決定様式の進化の順に述べる。

### 雌雄同体と雌雄異体
雌雄同体生物のうち、同時に雌雄の配偶子を作るものを同時的雌雄同体と呼び、性転換を行う生物を隣接的雌雄同体（異時的雌雄同体）と呼び区別する。隣接的雌雄同体生物は生殖に携わるときには雌雄別の行動をとるので、ここでは同時的雌雄同体と雌雄異体（隣接的雌雄同体を含む）の関係について述べる。
結論を端的に述べれば、雌雄同体性と雌雄異体性の進化についての仮説は、適応度の数理モデルを用いた検証はほとんどなされていない。しかしながら、一般的には以下のように理解されている。
移動能力が低い生物や生息密度が低い生物では、ある個体が別の個体と生殖可能な距離に位置する機会が低くなる。そういう生物で2個体が生殖可能な距離にいたときに同じ性別に属すると、希少な生殖機会が無駄になってしまう。したがって、そのような生物、被子植物の大部分や深海魚の一部・寄生生物の一部・カタツムリなどは同時的雌雄同体となっている。また、個体密度が高いときは雌雄異体であり、個体密度が低くなると同時的雌雄同体になる生物として、北アフリカからヨーロッパに生息するカブトエビの例が知られている。
一方、移動性が高く感覚器官が発達した動物では、両性の生殖器官を作るコストと繁殖相手を探すコストの比較で前者がより負担になることから、同時的雌雄同体ではなく雌雄異体となる。
植物の雌雄同体（雌雄同株）と雌雄異体（雌雄異株）についての議論はより複雑になる。被子植物の多くを占める動物媒花の多くは雌雄同株である。動物の訪花の際に受粉が効率的に行われるためには、雌雄異株または単性花雌雄同株よりも、雌雄双方の機能を持つ両性花を着ける両性花雌雄同株の方が有利に働く。この場合、自家受粉・自家受精（自殖）による近交弱勢が起きる不利益もあるので、雌蕊と雄蕊の異熟・異形花柱花・自家不和合性など自殖を防ぐ機構を発達させた植物もある。また、動物媒である単性花雌雄同株では、効率的に他家受粉を行えるように雄花と雌花が配置されている例もある。植物の雌雄異体性については、大量の花粉を作る雄株の適応度が高くなる風媒植物や、動物が好んで食べる果実などへの物質投資を多くすることで動物をひきつけると雌株の適応度が高くなる動物散布種子を持つ植物で、発達すると考えられている。

### 性配分
「雌雄同体・雌雄異体双方を含め、雌雄の機能に対して、どのように資源を分けるのが生物にとって最も有利であるか」を理解するための理論として、性配分(en:Sex allocation)理論が進化生物学者エリック・チャーノフによって提示されている。この理論では、「雌と雄がどのように生殖に関わるか。隣接的雌雄同体では生涯のどの時点で性転換するか。同時的雌雄同体では雌雄の生殖機能への資源配分がどのようであるか」といった子供が採る繁殖戦略を反映して、親が子供を生み育てる戦略が定まると考える。性配分理論は環境条件に対する生態学的分析と進化結果とが比較的良く一致しており、進化生態学で実績を挙げた領域の一つである。

### 性決定様式の進化
性染色体による性決定（遺伝的な異型性）
構造が複雑な生物では、原則として1:1の性比が進化的に安定であると考えられることが多い（フィッシャーの原理）。このような場合には、性染色体の配分つまりメンデル遺伝によって1:1の性比（XX:XYまたはZZ:ZW）をもたらす異型性が淘汰上有利であったと考えられている。
しかしながら、異型性決定を行う生物であっても、個体間の競争（局所的配偶競争・局所的資源競争）によってどちらかの性が有利になる状況の下では、性比は1:1から外れることがある。
半倍数性決定
半倍数性決定の特徴として、状況に応じて母親が子供の性別を生み分けることができることが指摘されている。膜翅目昆虫では、交尾のときに卵が受精するのではなく、精子はいったん貯精嚢に蓄えられる。母親は産卵する際に、この精子を用いて未受精卵と受精卵（つまり雄と雌）の産み分けが可能である。同一の宿主に寄生した兄弟姉妹の間で交配をする寄生バチや、宿主の大きさに関わらず一定数の卵を産み付ける寄生バチでは、状況に応じて雌雄の産み分けすることが有利である。
社会性を持つ狩りバチ・ハナバチは寄生バチから分岐したと考えられているが、半倍数性決定はこれらの社会性の進化でも有利であったと考えられている。
環境性決定
環境性決定が遺伝性決定より有利になるには、次の3つの条件を満たすことが必要だと考えられている。
1. 子供が性決定する環境が、ランダムな変動を持つ様々な環境を含むこと。
2. 子供が性決定した環境が、成育後の雌雄それぞれの繁殖成功度に影響を与えること。
3. 親にとって、子供が性決定する結果が予想できないこと。

比較的小型の動物、特に「性決定様式の分類#その他」で述べたボネリムシの例はこれに良く当てはまる。しかしながら、温度依存性決定であるワニ・カメ類については、その性的成熟までの時間が長い（≒性決定と繁殖の場所が時間・空間的に離れている）など、上記の条件は当てはまらないとの意見もある。

## 研究史

### 遺伝学および発生学
男女・雌雄の区別つまり性別について、各種神話の中にも男性神・女性神が登場するように古代から人類は意識をしていた。アリストテレスは著書『動物発生論』において、ヒトの性別について「女は男の対極にある」と述べている。彼は『動物発生論』の中で胎児の性別がどのように決まるかについて考察を行い、「受精時点では性別は決定しておらず、胚発生の過程で性別が決定する」と結論した。これと異なりアナクサゴラスのように「胎児の性別は、父親がもたらした種によって受精のときに決定する」と考える者もあった。
性決定機構についての科学的知見が得られたのは、1890年のドイツの生物学者ヘルマン・ヘンキングによるX染色体の発見が最初とされる。20世紀初頭にクレランス・マックラングは、X染色体が性決定と関連があるとして、「X染色体は男性決定染色体である」と主張した。この考えは間違っていたが、染色体と性決定機構を結びつける最初のものであった。1905年にネッティー・マリア・スティーヴンスがコメノゴミムシダマシ(Tenebrio)の幼虫においてY染色体を発見し、X染色体と共に性決定に関与することを見出した。
植物の性染色体は1917年に苔植物の一種Spaerocarposで最初に報告された。種子植物の性染色体は1923年に、木原と小野がスイバにおいて、Santosがカナダモ、Blackburnがヒロハノマンテマ、Wingeがホップ・セキショウモ・ヒロハノマンテマなどにおいて、それぞれ独立に発見した。
哺乳類においては、未分化の生殖腺が精巣あるいは卵巣に分化することが知られていた。形成された精巣が胚の雄性化において重要な役割を持つことを証明したのはアルフレート・ヨーストであった。彼は1940年代に、ウサギの雄の胎児から精巣を取り除くと、雌の形態を持つように性分化することを示した。このことによって、哺乳類の性決定・性分化についての「染色体がどのように作用して性別を決めるか（性決定）」「決定された性別がどのようにして表現されるようになるか（性分化）」という基本的疑問点のうち、後者に対する一つの結論が出された。
性決定についてDNAレベルでの研究が発表され始めたのは1980-1990年代からである。ショウジョウバエのSxlに関する研究（1988年）・哺乳類のSRYの同定（1990年）を端緒に、2000年代にかけて多種多様な生物の性決定について研究が行われている。しかしながら、生物種によってそれぞれ性決定機構が異なっているために、研究途上である生物種は数多い。

### 進化生物学
性別の進化的な側面についての考察は、チャールズ・ダーウィンが1871年の著書『人間の由来と性淘汰』において、ヒトを含む多くの脊椎動物の性比について取り上げたことに始まる（性淘汰）。1930年に性比の問題について、数理的な理論を初めて当てはめたのは、イギリスの集団遺伝学者ロナルド・フィッシャーである（フィッシャーの原理）。その基本から、性比がずれる要因として、ビル・ハミルトン（1967年）は「局所的配偶競争」という概念を取り上げ、アン・クラーク（1978年）は「局所的資源競争」についての考察を行った。性配分に関する前述の理論を、エリック・チャーノフが示したのは、1982年である。フィッシャーの原理以降の理論は、現代でも進化生物学（進化生態学）の基礎理論として用いられている。

## 参考資料
全般
- 八杉竜一ら編『岩波生物学辞典（第4版）』 岩波書店、1996年、ISBN 4-00-080087-6。
- 川島誠一郎. “性#生物の性”. Yahoo!百科事典. 2009年3月30日閲覧。

動物の性決定
- 東京農工大学農学部蚕学研究室『昆虫の性染色体』『性決定』（昆虫以外の多様な動物の性決定についても詳しい）。2009-03-30 閲覧。
- 嶋田透『昆虫の性決定の遺伝子ネットワーク』日本学術振興会。2021-08-20 閲覧。
- 島田清司（1999年）「雄と雌が決まる仕組み 魚から鳥，哺乳類まで」『生命誌』通巻24号 Vol.7 No.2、JT生命誌研究館。
- 松田勝「Ⅰ-1. メダカ属魚類の性決定遺伝子」『日本水産学会誌』第85巻第2号、日本水産学会、2019年、186-186頁、doi:10.2331/suisan.WA2603-2、ISSN 0021-5392、NAID 130007622989。
- TORTOISE LAND - 温度による性決定(TSD)（2009-05-13 閲覧）
- フトアゴヒゲトカゲの性決定 - ウェイバックマシン（2007年12月18日アーカイブ分）（2009-05-13 閲覧）
- デイヴィッド・ベインブリッジ『X染色体：男と女を決めるもの』長野敬、小野木明恵(翻訳)、青土社、2004年、ISBN 978-4791761524。
- 日本比較内分泌学会『日本比較内分泌学会ニュース』（ISSN 0913-9044）特集「比較内分泌学における新しい展開 -性のホルモン科学-」より
  - 島田清司、山本一郎「鳥類の性決定の仕組み」『日本比較内分泌学会ニュース』第2002巻第107号、日本比較内分泌学会、2002年、107_2-107_7、doi:10.5983/nl2001jsce.2002.107_2、ISSN 0913-9044、NAID 130000168482。
  - 長濱嘉孝, 小林享, 松田勝「魚類の性決定と生殖腺の性分化」『日本比較内分泌学会ニュース』第2003巻第108号、日本比較内分泌学会、2003年、108_4-108_14、doi:10.5983/nl2001jsce.2003.108_4、ISSN 0913-9044、NAID 130000168489。
  - 中村正久「両生類の性決定及び性分化」『日本比較内分泌学会ニュース』第2003巻第109号、日本比較内分泌学会、2003年、109_11-109_19、doi:10.5983/nl2001jsce.2003.109_11、ISSN 0913-9044、NAID 130000168496。
  - 畠山正統「ハチ目昆虫の性決定機構」『日本比較内分泌学会ニュース』第2003巻第111号、日本比較内分泌学会、2003年12月、31-38頁、doi:10.5983/nl2001jsce.2003.111_31、ISSN 09139044、NAID 10012476593。
  - 嶋田透、鈴木雅京, 大林富美, 船隈俊介, 小池淑子「カイコの性決定の分子機構」『日本比較内分泌学会ニュース』第2003巻第111号、日本比較内分泌学会、2003年12月、39-46頁、doi:10.5983/nl2001jsce.2003.111_39、ISSN 09139044、NAID 10012476636。
- 『蛋白質核酸酵素』2004年2月号 Vol.49 No.2 特集「動物の性はどのように決まるか？―性決定機構の共通性と多様性」、共立出版。 (要購読契約)
  - 小林一也、松本緑、星元紀「プラナリアにおける生殖戦略転換機構」
  - 嶋田透「カイコの性決定機構―とくにショウジョウバエの性決定との比較」
  - 長濱嘉孝、小林亨、松田勝「魚類の性決定と生殖腺の性分化/性転換」
  - 中村正久「爬虫類と両生類の性決定 温度依存性決定機構」『蛋白質核酸酵素』第49巻第2号、共立出版、2004年2月、124-129頁、NAID 80016385520。 (要購読契約)
  - 諸橋憲一郎、福井由宇子「哺乳類における生殖腺の性分化」
- 『生物の科学 遺伝』2009年1月号、特集I「性決定の遺伝学」、TNS。
  - 酒泉満「特集Iにあたって 性決定の遺伝学」12-14ページ。
  - 黒岩麻里「Y染色体を失った哺乳類，トゲネズミ」15-19ページ。
  - 西田千鶴子「鳥類の性染色体進化」20-25ページ。
  - 松原和純「ヘビにおける性染色体の分化過程」26-31ページ。
  - 尾形光昭、三浦郁夫「2つの性決定機構をもつツチガエル」32-37ページ。
  - 伊藤道彦、吉本真「アフリカツメガエルの性決定遺伝子DM-W－脊椎動物初の♀決定遺伝子」38-43ページ。
  - 大竹博之、酒泉満「メダカ性決定遺伝子の起源と進化」44-48ページ。
  - 鈴木雅京「昆虫の性決定機構－性決定の鍵を握るスプライシング」49-56ページ。

植物の性決定と性表現
- 小野知夫「高等植物の性決定と分化」（駒井卓、木原均編『最近の生物学』第4巻）培風館、30-47ページ、1951年。
- 阪本浩一、佐藤忍「高等植物の性決定と性発現」（岡田益吉、長濱嘉孝、中辻憲夫編『生殖細胞の発生と性分化』）共立出版、609-615ページ、2000年、ISBN 978-4320055230。
- 牧正之「被子植物における性表現の可塑性」『生殖細胞の発生と性分化』616-622ページ。
- 松永幸大「高等植物の性決定機構」『蛋白質核酸酵素』第45巻第10号、共立出版、2000年7月、1704-1712頁、ISSN 00399450、NAID 40002333433。 (要購読契約)

進化生態学関連
- P・J・グリーンウッド、J・アダムズ 『「性」の不思議がわかる本 ♂と♀の進化生態学』 巖佐庸（監訳）、佐々木顕、田町信雄（訳）、HBJ出版局、1991年（原著1987年）、ISBN 978-4833760225。
- 桑村哲生『性転換する魚たち - サンゴ礁の海から』174-193ページ、岩波書店（岩波新書）、2004年、ISBN 978-4004309093。
- 長谷川真理子『雄と雌の数をめぐる不思議』NTT出版、1996年、ISBN 978-4871884945。（中公文庫、2001年、ISBN 978-4122039315）
- P・Mayhew『これからの進化生態学 -生態学と進化学の融合-』江副日出夫、高倉耕一、巖圭介、石原道博（訳）、共立出版、2009年（原著2006年）、ISBN 978-4320056817。（生物学専門大学生・大学院生向け）